# Leo Menardi
Leo Menardi (* 20. November 1903 in Turin; † 11. Dezember 1954 in Rom) war ein italienischer Filmregisseur und Filmproduzent.

## Leben
Menardi schloss in Wirtschaftswissenschaften ab, begann jedoch bereits 1926, in verschiedenen Funktionen für Stummfilme zu arbeiten. 1930 war er am Entstehen des ersten italienischen Tonfilmes, La canzone dell'amore, als Schnittmeister und Regieassistent beteiligt. In den Folgejahren war er mit Drehbucharbeiten beschäftigt; zwischen 1935 und 1942 war Menardi dann als Produktionsleiter und Organisator tätig. 1942 debütierte er mit Luisa Sanfelice auf dem Regiestuhl, dem im Jahr darauf drei weitere Filme folgten. Nach Ende des Zweiten Weltkrieges war er nur noch zwei Mal als Produktionsleiter tätig, bevor er mit 51 Jahren verstarb.

## Filmografie (Auswahl)
- 1942: Luisa Sanfelice (Regie & Drehbuch)
- 1954: Du mußt mich vergessen (Delirio) (Produktion)